# Steel Ball Run
Steel Ball Run (яп. スティール・ボール・ラン, Сутіːру Боːру Ран, Гонка «Сталева куля») — перезапуск та сьома частина франшизи манґи Химерні пригоди ДжоДжо авторства Хірохіко Аракі. Дія відбувається в 1890 році, протагоністи — Джайро Цеппелі, досвідчений колишній кат, і Джонні Джостар, колишній жокей, який був підстрелений і став інвалідом-візочником, втративши свою славу та багатство. Вони, поряд з іншими, змагаються у титульній крос-континентальній гонці за 50 мільйонів доларів.
Перші 24 розділи спочатку публікувалися в журналі Weekly Shōnen Jump під назвою Steel Ball Run. Незважаючи на схожість імен персонажів, підтвердження, що твір відноситься до Химерні пригоди ДжоДжо, не було, але після перенесення публікації в журнал Ultra Jump в 2005 році, манґа була офіційно визнана сьомою частиною JoJo's Bizarre Adventure, події якої розгортаються в альтернативному всесвіті. Вихід історії тривав до 2011 року. Усього було випущено 95 розділів, зібраних потім у 24 томи манґи.
Steel Ball Run не є продовженням попередніх частин, а є перезапуском всесвіту Химерні пригоди ДжоДжо і передує JoJolion, її дія є альтернативною реальністю перших трьох частин — Phantom Blood, Battle Tendency і Stardust Crusaders.

## Сюжет
Дія відбувається в альтернативному всесвіті, наприкінці XIX століття, де рівень технологічного прогресу трохи випереджає такий у реальному світі, а також люди мають інші стандарти моди та зовнішності. Джайро Цеппелі вирушає до США, щоб взяти участь і перемогти в перегонах Steel Ball Run, щоб король його держави оголосив амністію, щоб урятувати одного хлопчика від страти. У гонку також вступає Джонні Джостар, бажаючи дізнатися про силу Джайро і знову почати ходити. Переможцю гонки Steel Ball Run обіцяна нагорода у 50 мільйонів доларів. За гонкою слідкує президент США Фані Валентайн, який має намір знайти частини трупа, здатні наділити людину силою стенда. Однак їх знаходять Джайро та Джонні, і тепер головні герої мають захищатися від таємних агентів, які працюють на президента.

## Персонажі
Джайро Цеппелі (яп. ジャイロ・ツェペリ, Дзяйро Цеппері)
Дейтерагоніст сьомої частини. Справжнє ім'я Юліус Цезар Цеппелі. Є сумішшю Вілла Цеппелі та Цезаря Цеппелі з Phantom Blood та Battle Tendency. Родом із італійської родини катів Цеппелі. Коли він вирушає на перегони, до нього приєднується Джонні Джостар. Джайро дуже зарозумілий, але стає дуже серйозним при небезпеці чи проблемах.
Джонні Джостар (яп. ジョニィ・ジョースター, Дзьонні Дзьо:сута:)
Протагоніст сьомої частини. Він є альтернативним Джонатаном Джостаром, головним героєм першої частини манґи. Інвалід, але тимчасово отримує можливість ходити завдяки силі Джайро. Заради цього погоджується разом із Цеппелі брати участь у перегонах у США.
Фані Валентайн (яп. ファニー・ヴァレンタイン, Фаніː Варентаін)
Президент Америки, головний антагоніст 7 частини. Він організовує гонку, щоб швидше знайти частини трупа, які дарують більшу силу людині. Фані розпочинає полювання на головних героїв, які раніше його знайшли інші святі останки.
Дієґо Брандо (яп. ディエゴ・ブランドー, Діеґо Бурандо:)
Антагоніст, професійний жокей. Бере участь у гонках, є альтернативним Діо Брандо. Зазнає поразки від Цеппелі і пізніше укладає контракт з Фані Валентайном, щоб мати можливість помститися Цеппелі.

## Манґа
Автором та ілюстратором манґи є Хірохіко Аракі, спочатку манґа публікувалася в журналі Weekly Shonen Jump, а потім була перенесена на щомісячний журнал Ultra Jump. Аракі зауважив, що випуск довших розділів краще підходив формату його історії і відпадала необхідність створювати атмосферу напруги наприкінці кожного розділу, щотижня. Крім цього, манґака втомився від темпу створення манґи, яка була необхідна для Shonen Jump і вимагала щотижня створювати по одному розділу.

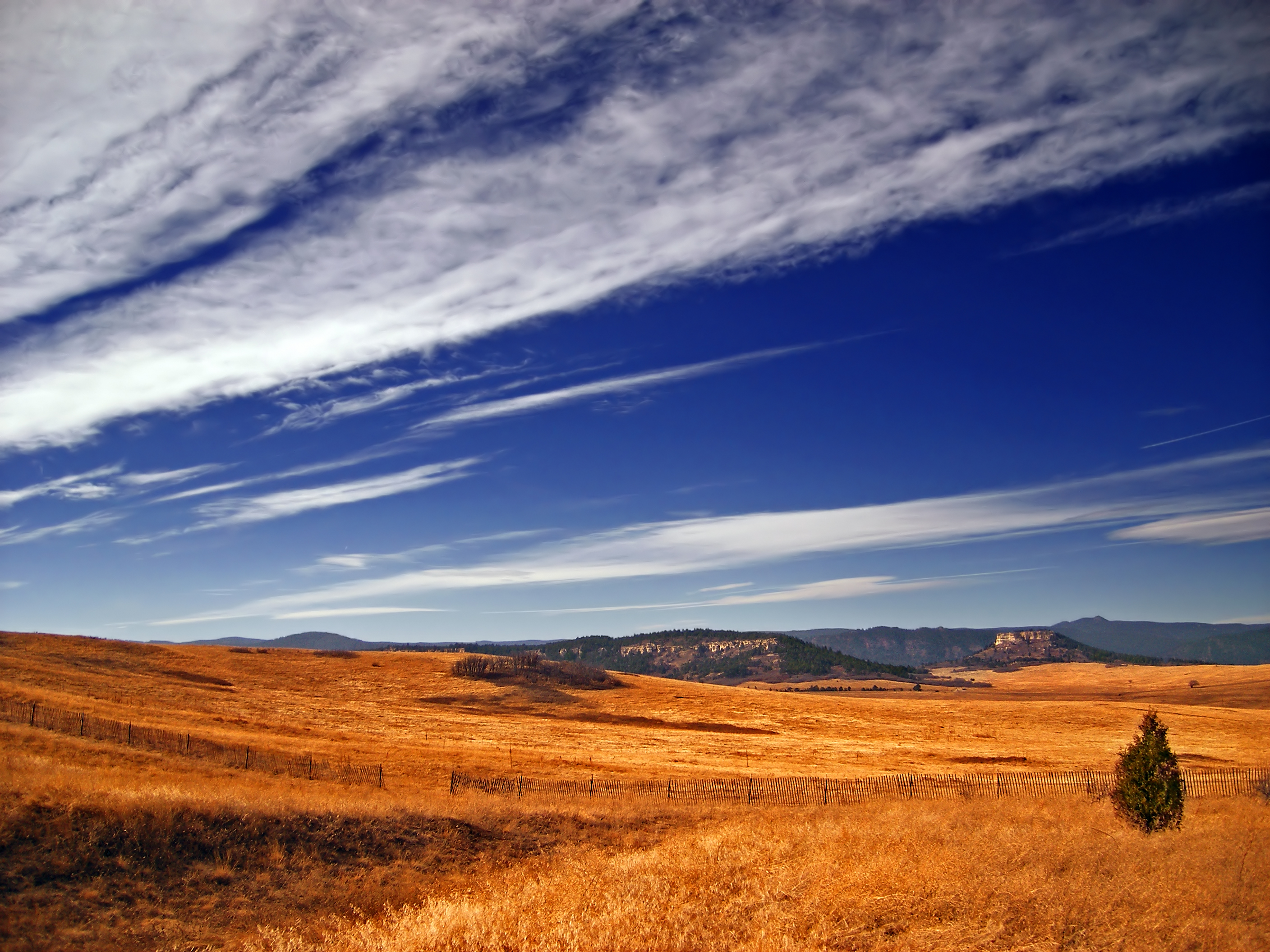
Для створення правдоподібних ландшафтів у манґі, Хірохіко Аракі їздив до США, щоб подивитися на великі рівнини

Іншою причиною автор зазначив, що прагнув вийти за рамки юної читацької аудиторії, оскільки в якийсь момент став «відчувати себе занадто тісно» і вирішив у результаті націлитися на ширше коло дорослих читачів. Так, у своїй роботі, Аракі вирішив зробити акцент на тонкому психологічному описі персонажів, висловлювання їх почуттів та розповісти історію більших масштабів, ніж у ранніх роботах. Манака надихався драматичним американським телесеріалом «24 години» та фільмом «Володар кілець». Крім цього, манґака бажав торкнутися багатьох етичних питань, наприклад зґвалтування, побутове насильство та інші. З одного боку, манґака не бажає підкреслювати, що Steel Ball Run є безпосереднім продовженням шести попередніх частин манґи, але з іншого боку визнається, що «не погано повністю ховати минулі роботи через творчі капризи автора», а своє рішення перезапуску всесвіту, Аракі пояснює бажанням розширити новий світ і показати в ньому нові історії, які були б неможливі у старому всесвіті. З одного боку, Аракі хотів через Steel Ball Run залучити нових читачів, з іншого — не відмовлятися від спадщини попередніх частин і залишити численні посилання до персонажів із попередніх частин, називаючи їх «паралельними інкарнаціями». Пояснюючи своє бажання пов'язати тему манґи з гонками на конях, Аракі зауважив, що йому завжди подобалася ідея того, що людина та кінь під час гоночних змагань здатні «стає однією сутністю».
Оскільки дія сюжету відбувається в США, Аракі, бажаючи надати історії широкий масштаб, вирішив пов'язати сюжет з поїздкою через великі рівнини до річки Міссісіпі. Щоб достовірно зобразити ці місця, манґака особисто поїхав до США, і описав природні відкриті ландшафти Америки як нескінченні та низовинні. Тоді манґака зауважив, що у подібних місцях дуже складно втекти чи сховатися, що Аракі знайшов цікавим і вирішив втілити у своїй манґі, де мета противників відбудеться насамперед у тому, щоб наздогнати і напасти одне одного, а не діяти із засідки.
На питання, чому Аракі вирішив зробити головного героя Джонні Джостара калікою, манґака зазначив, що це не було його початковим планом, а було результатом прагнення створити персонажа, який міг би рости, як фізично, так і психологічно, під час перегон, де він був би змушений не тільки покладатися на інших людей, а й коней. Джайро Цеппелі створювався за подобою Хола Хорса зі Stardust Crusaders, якого манґака хотів зробити з розвитком сюжету одним із союзників головного героя Джотаро Куджо. Однак боячись, що через наявність деяких особистісних подібностей із союзниками Джотаро, Хорс, як особистість почне губитися, Аракі вирішив залишити його другорядним антагоністом, проте манґаці дуже сподобався архетип персонажа; зокрема його принцип віддавати перевагу ховатись у тіні союзника і діяти із засідки у зручний для себе момент із принципом «навіщо бути номером один і лізти на рожон, якщо можна бути номером два і від цього отримувати не меншу вигоду?». Так манґака вирішив неодмінно втілити цей архетип у героя майбутньої історії і він ліг за основу персонажа Джайро Цеппелі. Створюючи Фані Валентайна, Аракі хотів наголосити, що добро і зло не завжди так легко помітно, а хотів зосередився на особистих мотивах персонажа. Зокрема з одного боку персонаж є патріотом своєї країни і бажає для Америки процвітання, що видасться справедливим для багатьох людей, особливо якщо такими якостями наділені правителі своїх держав, проте факт того, що заради «шляхетних цілей», Валентайн готовий жертвувати невинними людьми, робить його злим персонажем та непридатним для того, щоб бути героєм. Ідея створити Валентайна прийшла Аракі після перегляду фільму «День незалежності», де президент бореться проти головних героїв.
Оригінальна манґа почала публікуватися в журналі Star Comics з 2 лютого 2004 по 19 квітня 2011 року. Всього було випущено 95 розділів, зібраних потім у 24 томи манґи, що робить її найдовшою частиною франшизи після JoJolion. Манґа також публікувалася на території Франції компанією Editions Tonkam, Італії компанією Simona Stanzani та в Тайвані компанією Tong Li Publishing Co., Ltd.
Манґа кілька разів входила до списку бестселерів у Японії, наприклад 17 том займав 5 місце, з розпроданими 135,583 копіями в 2009 році. 19 том зайняв 6 місце з 169,878 копіями, 20 том у 2010 році посів 6 місце з 117,225 проданими копіями, 21 том — 7 місце з 87,778 копіями, 22 том зайняв 8 місце з проданими 123,600 копіями, 23 том у 2011 році — 3 місце зі 141,415 копіями.

## Поява в інших медіа
Головні герої зі Steel Ball Run з'являлися у двох відео-іграх, таких, як All Star Battle 2012 року випуску та Eyes of Heaven 2015 року випуску. В обох випадках Джонні Джостар, Джайро Цеппелі та їхні найближчі союзники з'являються як ігрові персонажі, з якими можна вступати в бій або самим за них боротися.
За мотивами манґи планується створення аніме-екранізації після випуску всіх серій аніме Stone Ocean. Один з аніматорів David Production зізнався, що створення серіалу буде пов'язане зі значними труднощами, оскільки йдеться про створення великої кількості динамічних сцен зі стрибками на конях. З цієї причини, на створення серіалу буде виділено великі за мірками аніме-серіалу бюджетні кошти, також на його створення буде потрібно більше часу. При цьому команда вирішила виключити використання CGI у сценах, оскільки це піде в розріз з усталеним художнім дизайном екранізацій JoJo.

## Сприйняття
Джастін Сілс із сайту Freakinawesomenetwork зазначив, що Steel Ball Run є незвичайною частиною франшизи Jojo, але одночасно основний сюжет типовий для інших частин Jojo; головним героєм виступає глем-рок-персонаж, інтелігентний, але незграбний. Стиль манґи нагадує американські комікси. Однак на думку критика, міміка та вираження почуттів персонажів виражені слабо та неживі через прагнення автора манґи показати персонажів привабливими. Незважаючи на це, манґа наповнена надприродними «фантастичними» візуальними ефектами. Рецензент Manga-news відзначив також незвичайність всесвіту, безліч цікавих персонажів; читачі, знайомі з основним всесвітом Jojo, будуть приємно здивовані зустріччю з безліччю камео з попередніх частин манґи.
Журнал Kono Manga ga Sugoi! порадив новачкам, не знайомим з франшизою Jojo почати своє знайомство з даною манґою, оскільки вона по суті є перезапуском всесвіту. Також редакція оцінила переїзд манґи з Weekly Shōnen Jump у Ultra Jump, що дозволить Аракі писати довші історії та втілювати ті ідеї, які були б неможливі в журналі, орієнтованому на дитячу аудиторію. Еркаель із Manga-News назвав манґу одну з найкращих частин франшизи, яка ніяк не розчарує читача. Тор Дженсен із сайту Geek.com зауважив, що зображення розвитку товариських відносин між Джонні та Джайро одне з найкращих, що він зустрічав у коміксах. Зокрема можливість спостерігати, як персонажі перетворюються з ворогів на вірних товаришів, готових заради один одного піти на жертви. Еркаель оцінив історію, що швидко розвивається, і вир подій, ніби Аракі хотів, щоб читач відчув себе частиною перегонів і спостерігав за історією персонажів, чиї долі іноді перетинаються, що надає історії почуття багатства. Проте критик спочатку не дуже оцінив переосмислення стендів, що перетворилися на сталеві кульки і навіть більше нагадують силу хамон. Але манґака показує також різноманітність можливості стендів, що не псує історію. Редакція Kono Manga ga Sugoi! окремо оцінила різноманітні та прекрасні локації, через які проходять герої.